# Marie d'Agoult
Marie Catherine Sophie, hraběnka d'Agoult, rozená de Flavigny (31. prosince 1805 Frankfurt nad Mohanem – 5. března 1876 Paříž) byla francouzská spisovatelka píšící pod pseudonymem Daniel Stern.

## Život
Její otec byl francouzský emigrant, hrabě Alexandrea Victor François de Flavigny, matka Marie Elisabeth Bethmann byla dcerou frankfurtského bankéře. Po návratu rodu Bourbonů na francouzský královský trůn se Marie vzdělávala v jednom klášteře ve Francii. Dne 16. května 1827 se na přání rodičů provdala, jejím manželem se stal hrabě Charles Louis Constant d’Agoult. V manželství se jí narodily dvě dcery, Louise (1828–1834) a Claire (1830–1912). 19. srpna 1835 se manželé rozvedli.
Marie d'Agoult se odstěhovala ke svému novému partnerovi, proslulému klavírnímu virtuózovi a skladatelovi Franzi Lisztovi do Ženevy. Poté společně s ním odjela do Francie na zámek Nohant ke své přítelkyni Amandine Dupin de Francueil, spisovatelce píšící pod mužským pseudonymem George Sand. O nikoliv bezkonfliktním vztahu obou přítelkyň podala George Sand zprávu ve svém životopise.
V novém svazku se jí a Lisztovi narodily tři děti: Blandine (1835–1862, později první manželka francouzského státníka Émila Olliviera), Cosima (1837–1930) a Daniel (1839–1859). Cosima, pokřtěná jako Francesca Gaetana Cosima de Flavigny, se stala později manželkou klavíristy a dirigenta Hanse von Bülow a posléze druhou ženou německého skladatele Richarda Wagnera.
Marie d'Agoult se stala známou také jako spisovatelka píšící pod jménem Daniel Stern. Její historické dílo Histoire de la Révolution (Dějiny revoluce) z roku 1848 bylo ceněno jako nejlepší tehdy sepsaný popis dramatických událostí Velké francouzské revoluce.
Zemřela 5. března 1876 v Paříži a je pohřbena na hřbitově Pére-Lachaise tamtéž.

## Dílo
- Hervé, Julien, Valentia, Nélida – první díla z let 1841–1845
- Histoire de la Révolution (Dějiny revoluce) – 1848
- Esquisses morales (Nástin etiky) – 1849
- Trois journées de la vie de Marie Stuart (Tři dny v životě Marie Stuartovny) – 1856
- Florence et Turin – 1862
- Histoire des commencements de la république aux Pays-Bas (Dějiny počátků republiky v Nizozemí) – 1872
- Mes souvenirs (Mé vzpomínky) – 1877

## Fotogalerie

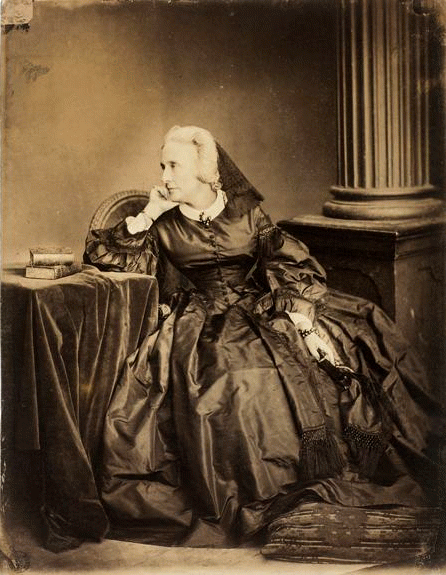
Marie d'Agoult (1861)
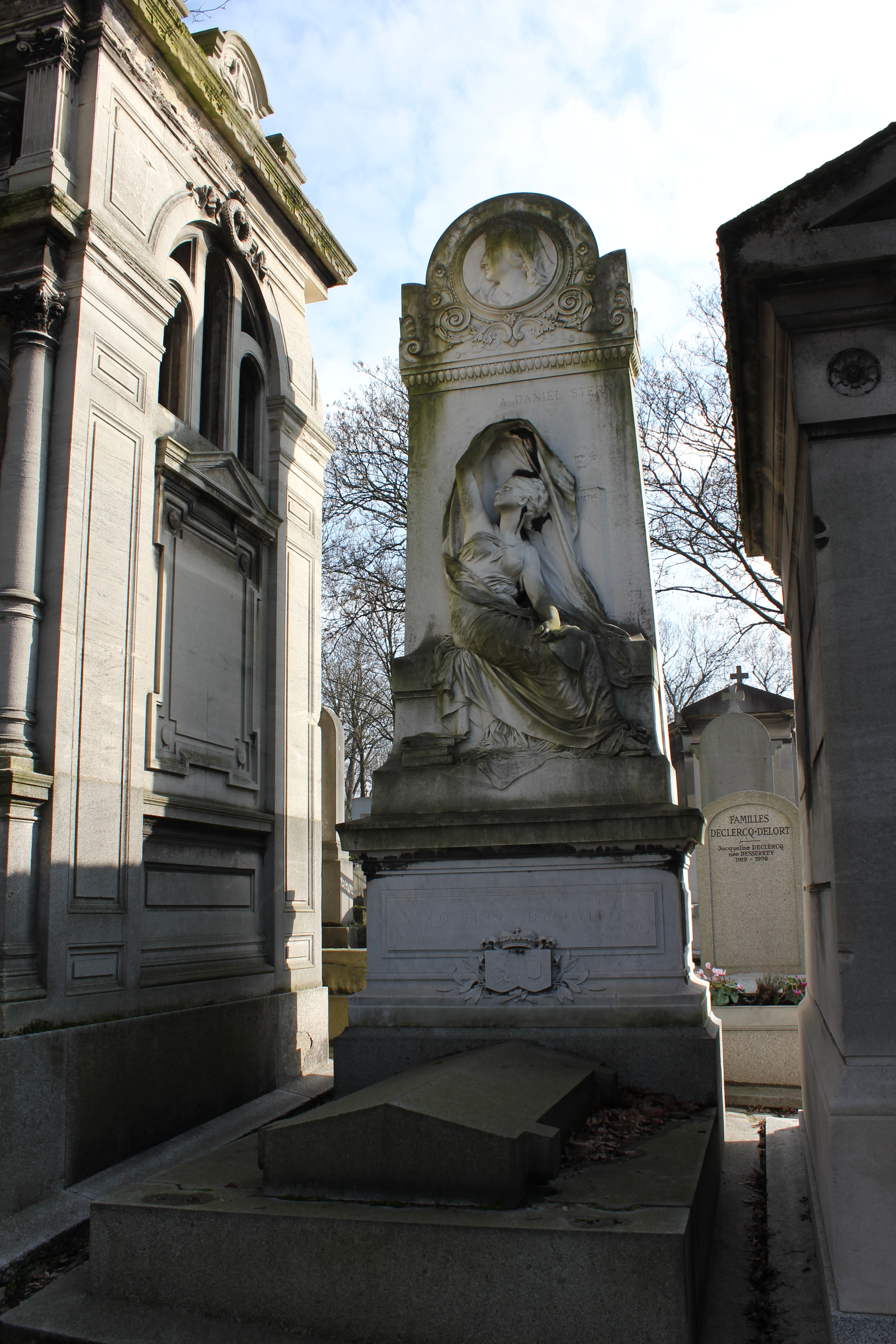
Její hrob v Paříži (Père-Lachaise)
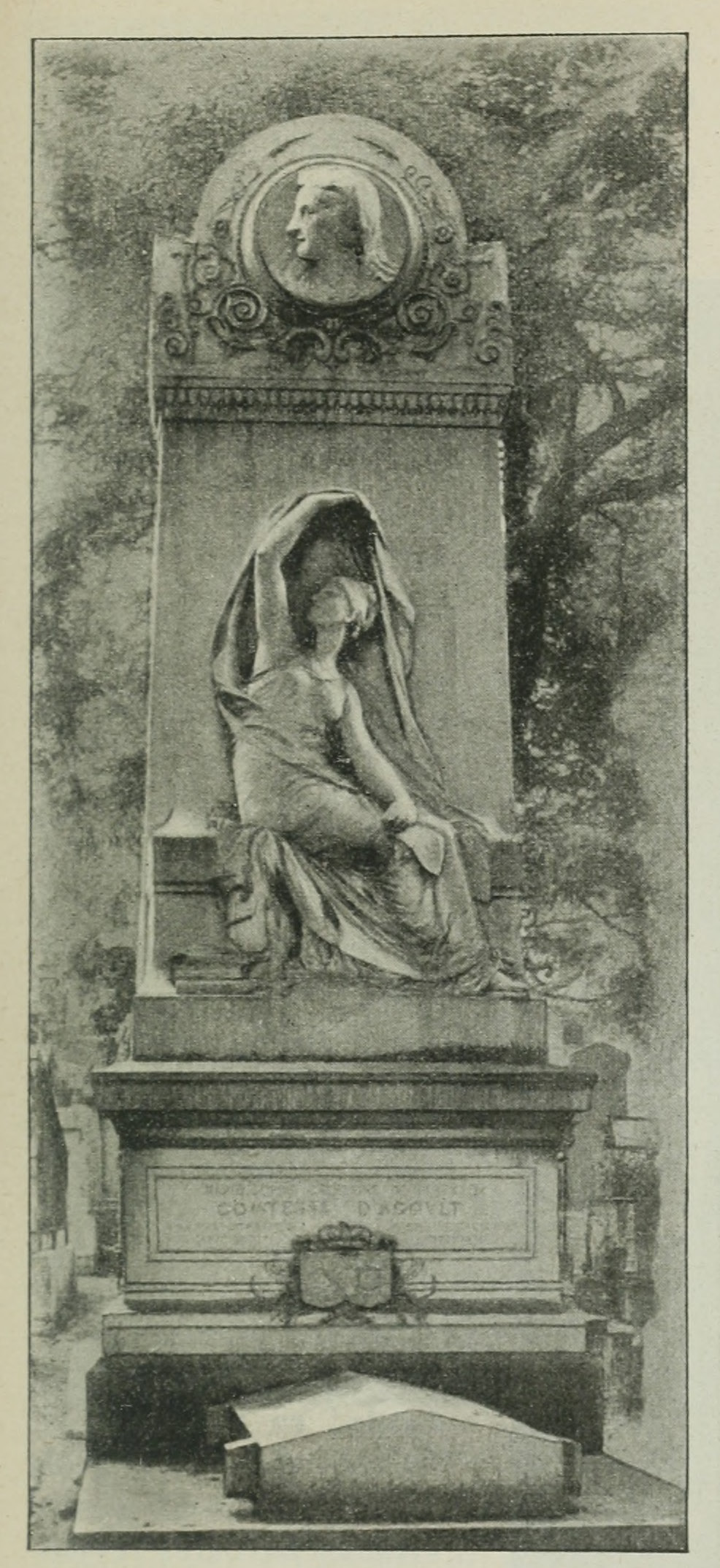
Detail náhrobku
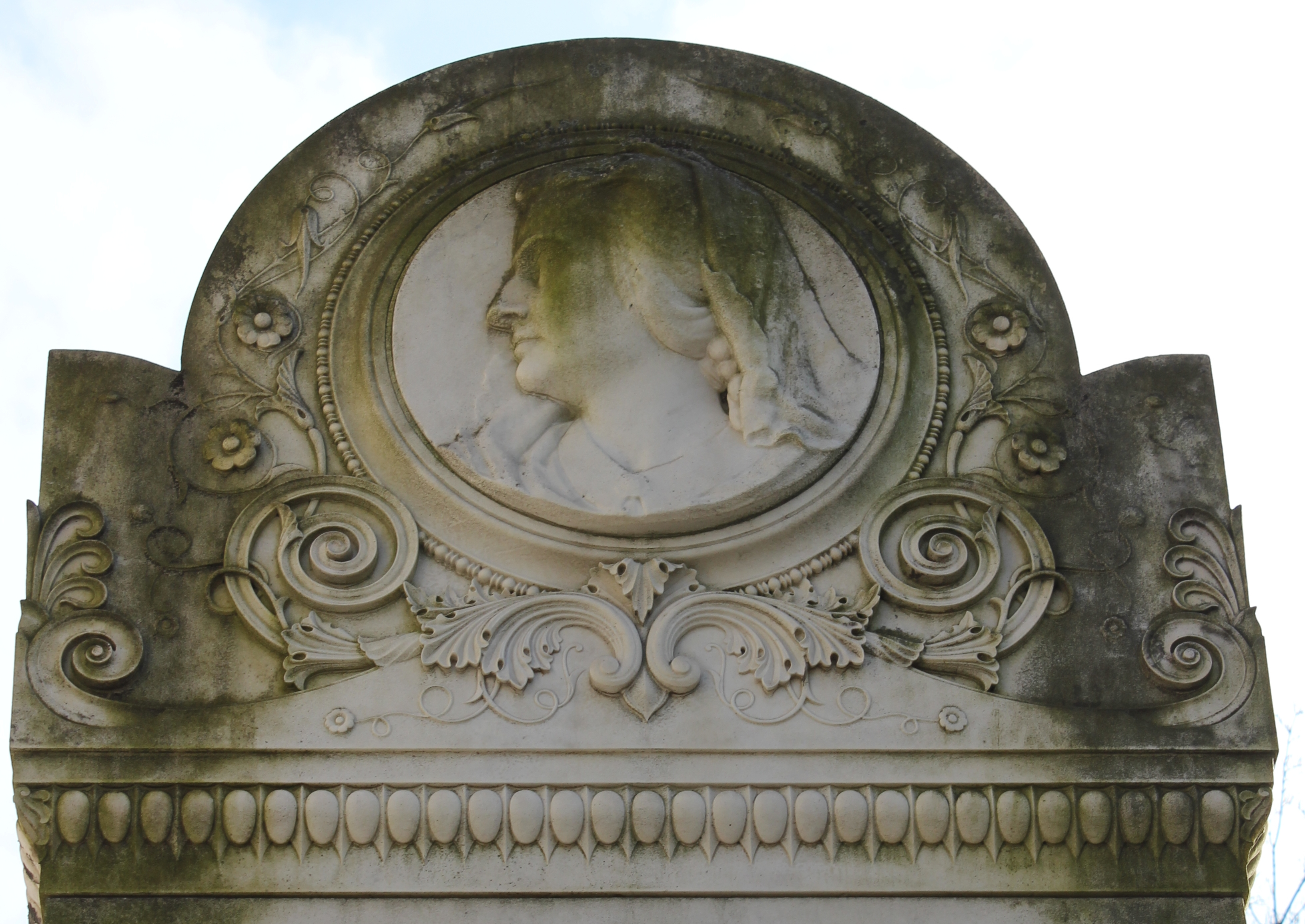
Detail náhrobku